# El Puente (Piura)
El Puente es una localidad peruana ubicada en el distrito de Santo Domingo, perteneciente a la provincia de Morropón del departamento de Piura, al norte del Perú. 

## Ubicación
El Puente se ubica al norte de la provincia de Morropón, en el distrito de Santo Domingo, en el departamento de Piura.

## Demografía
En 2017 El Puente tenía una población de 2 habitantes.